# Stanislav Chýlek
Stanislav Chýlek (* 7. července 1934 Ostrava) je český chemik a tlumočník - překladatel, po sametové revoluci československý poslanec Sněmovny lidu Federálního shromáždění za Občanské fórum, později za Občanské hnutí, v 90. letech velvyslanec České republiky v Kanadě.

## Biografie
Vystudoval gymnázium v Ostravě a Vysokou školu chemicko-technologickou v Praze. Působil jako chemik, pracoval v Hradci Králové. Byl zaměstnancem podniku Elektrokeramika Praha, Tesla Hradec Králové a ve Výzkumném ústavu elektrotechnické keramiky v Hradci Králové.
Během sametové revoluce patřil mezi hlavní zakladatele Občanského fóra v Hradci Králové. Ve volbách roku 1990 zasedl do Sněmovny lidu (volební obvod Východočeský kraj) za OF. Po rozkladu Občanského fóra v roce 1991 přešel do poslaneckého klubu OH. Ve Federálním shromáždění setrval do voleb roku 1992.
V letech 1993-1998 působil jako první velvyslanec České republiky v Kanadě. Ve funkci musel řešit nárůst českých žadatelů o kanadský azyl z řad českých Romů.
V komunálních volbách roku 2002 kandidoval neúspěšně do zastupitelstva města Hradec Králové za KDU-ČSL. Uváděn je tehdy jako poradce a překladatel, věk 68 let. S KDU-ČSL spolupracoval i později. V senátních volbách roku 2008 podpořil veřejně kandidáta lidovců Vladimíra Dernera.
V období let 2001-2006 byl místopředsedou Etického fóra České republiky (přičemž v letech 2005-2006 byl jeho výkonným ředitelem), v letech 2000-2006 působil jako překladatel a poradce.